# Risarcimento del danno
Il risarcimento del danno per fatto illecito è previsto nell'ordinamento giuridico italiano dall'articolo 2043 del codice civile: "Qualunque fatto doloso o colposo, che cagiona ad altri un danno ingiusto, obbliga colui che ha commesso il fatto a risarcire il danno".

## Elementi della normativa della responsabilità civile

### Danno subito da altro soggetto
Il danno (perdita che il soggetto subisce) può essere:
- Danno patrimoniale
  - Danno emergente: effettiva diminuzione di patrimonio del danneggiato
  - Lucro cessante: mancato guadagno del danneggiato
- Danno non patrimoniale
  - Danno che il soggetto patisce a seguito della violazione di un valore della personalità umana
  - Non suscettibile di diretta valutazione economica, ma di valutazione equativa.

Il danno non patrimoniale deve essere risarcito solo nei casi determinati dalla legge (art. 2059 c.c.). Più frequenti sono i danni derivanti da reato. Il danno non patrimoniale si somma al danno patrimoniale (es. professionista dileggiato).

### Il danno ingiusto
È contrario al diritto e quindi atipico:
- Danno che viola una regola giuridica (es. lesioni personali, diffamazione)
- Danno che lede un interesse protetto dal diritto (diritto soggettivo).

Se esistono interessi protetti contrapposti (es. diritto all’informazione e diritto alla riservatezza) c'è una valutazione comparativa dei due interessi contrapposti in base al criterio di pubblica utilità. C'è stato un intervento del legislatore con il Codice in materia di protezione dei dati personali (D. Lgs. n. 196/2003) che obbliga chi utilizza dati personali a informare l'interessato e ad avere il suo consenso. È previsto un regime speciale per l'attività giornalistica.
Se si presenta un danno lesivo della riservatezza da parte di banche dati, il cui esercizio di attività è considerato pericoloso, esse rispondono anche senza colpa per il solo rischio d'impresa.

### Nesso di causalità tra fatto e danno
Il danno è risarcibile solo se è conseguenza del fatto dannoso. Criteri sono:
- Causalità materiale: il fatto come condizione necessaria del danno
- Causalità giuridica: ragionevole probabilità, secondo criteri di regolarità statistica, che quel fatto produca quel danno. Causalità diretta e immediata.

Ci può essere un concorso di più criteri di imputazione e quindi se più soggetti, rispondono solidalmente delle conseguenze di un fatto illecito, si applicano a ciascuno i diversi criteri di imputazione:
- Concorso del danneggiato al verificarsi dell'evento (art. 1227 c.c.): se c'è mancanza di diligenza e questa provoca o aggrava il danno si ha una riduzione proporzionale della responsabilità.
- Il concorso fortuito di situazione occasionale esclude il nesso di causalità solo in casi eccezionali (giurisprudenza rigorosa).

### Anteriorità del fatto alla capacità di intendere e volere (imputabilità)
Il danno non obbliga al risarcimento se il soggetto era privo della capacità di intendere e di volere (capacità naturale) nel momento in cui ha compiuto il fatto. L'incapace risponde però se lo stato di incapacità dipende da sua colpa (art. 2046 c.c.). Risponde in sua vece chi è tenuto alla sorveglianza dell'incapace (art. 2047 c.c.).

### Fatto compiuto senza una causa di giustificazione
Il danno non deve essere risarcito se il fatto è stato compiuto in circostanze idonee a giustificarlo:
- Esercizio del diritto: clausola generale dove chi esercita un proprio diritto non commette un comportamento antigiuridico (es. informazione bancaria sulla correttezza di un imprenditore)
- Consenso dell'avente diritto: non è responsabile chi lede un diritto altrui se è stato autorizzato dallo stesso danneggiato. I diritti personali alla vita, alla salute, alla integrità fisica, all'onore, alla libertà non sono disponibili
- Legittima difesa: non è responsabile chi causa il danno per difendere un diritto proprio o altrui contro il pericolo attuale di un'offesa ingiusta, sempre che la difesa sia proporzionata alla offesa (art. 2044 c.c.). L'eccesso di legittima difesa è il comportamento non proporzionato all'offesa
- Stato di necessità: non è responsabile chi causa un danno per la necessità di salvare sé o altri dal pericolo attuale di un danno grave alle persone se il pericolo non è stato da lui volontariamente causato né altrimenti evitabile (art. 2045 c.c.). Il giudice può distribuire il danno.

### Dolo e colpa
Il dolo è la coscienza o volontà di cagionare il danno e si divide in:
- Dolo commissivo (dolo attivo)
- Dolo omissivo (dolo passivo); es.: passante che non interviene.

La colpa è il mancato impegno della diligenza richiesta per un certo tipo di attività: negligenza, imprudenza o imperizia, quindi inosservanza di leggi, regolamenti, ordini o discipline.
I gradi della colpa sono:
- Colpa grave: mancanza di diligenza minima (es. danno causato dal giudice)
- Colpa lieve: mancanza di diligenza media (responsabilità contrattuale)
- Colpa lievissima: mancanza di diligenza massima (colpa richiesta nella RC).

Principio di carattere generale era che non c'è responsabilità senza colpa. La colpa deve essere provata dal danneggiato. È stata inserita la colpa presunta. Ci può quindi essere responsabilità senza colpa (oggettiva). Nella responsabilità per colpa presunta l'autore del fatto ha l'onere della prova liberatoria (es. responsabilità dei sorveglianti degli incapaci art. 2047 c.c.); tramite la prova liberatoria deve dimostrare di non aver potuto impedire il fatto.
Responsabilità oggettiva
Vi sono dei casi in cui un soggetto potrebbe esser ritenuto responsabile a prescindere da colpa o dolo:
- Responsabilità dei genitori: i genitori rispondono del fatto illecito del loro figlio minorenne se non emancipato se abita con loro (art. 2048 c.c.). Sono responsabili in solido con il figlio minore. Prova liberatoria è di non aver potuto impedire il fatto. Necessaria la prova di un'adeguata educazione e vigilanza.
- Responsabilità degli insegnanti: gli insegnanti rispondono dei fatti illeciti compiuti dagli alunni e apprendisti se compiuti sotto la loro vigilanza. Prova liberatoria come le altre responsabilità.
- Responsabilità per circolazione di autoveicoli: il conducente è responsabile dei danni. Prova liberatoria è l'aver fatto tutto il possibile per evitare il danno. A essa si aggiunge la responsabilità solidale del proprietario. Prova liberatoria è che l'autoveicolo circolava contro la sua volontà.
- Responsabilità per malfunzioni di edificio: il proprietario è responsabile dei danni cagionati dalla rovina del proprio edificio. Prova liberatoria è che deve provare che la rovina non dipende né da una mancata manutenzione né da vizi di costruzione.

## Ne bis in idem
Il brocardo ne bis in idem (“non due volte per la medesima cosa”) è il principio secondo il quale nessuno può essere punito due volte per la stessa azione, sancito dal codice di procedura penale, dalla Convenzione europea dei diritti dell’uomo (divieto di un secondo giudizio previsto dall'articolo 4, protocollo n. 7), dall'articolo 50 della Carta dei diritti fondamentali dell'UE.

Ciò vale per procedimenti di natura diversa, con un diverso giudice naturale precostituito per legge, come per il procedimento penale e quello civile teso al risarcimento del danno, o il doppio sistema sanzionatorio penale e amministrativo: dagli esiti indipendenti e che di fatto comportano che un cittadino sìa processato due volte per il medesimo fatto. In vari casi, il codice penale prevede una pena detentìva unita a una sanzione penale pecuniaria.